# Urentius
Urentius is een geslacht van wantsen uit de familie van de Tingidae (Netwantsen). Het geslacht werd voor het eerst wetenschappelijk beschreven door William Lucas Distant in 1903.

## Soorten
Het genus bevat de volgende soorten:

- Urentius bifurcatus Duarte Rodrigues, 1982
- Urentius chobauti Horváth, 1907
- Urentius euonymus Distant, 1909
- Urentius euphorbiae Menon & Hakk
- Urentius hystricellus (Richter, 1869)
- Urentius indicus Menon & Hakk
- Urentius inermomarginatus Duarte Rodrigues, 1977
- Urentius maculatus Drake, 1933
- Urentius nanus (Schumacher, 1913)
- Urentius pusaensis Menon & Hakk
- Urentius sarinae Hacker, 1929
- Urentius sidae Menon & Hakk
- Urentius vepris Drake, 1945
- Urentius zizyphifolius Menon & Hakk